# Nabłoniak rdzeniakowy

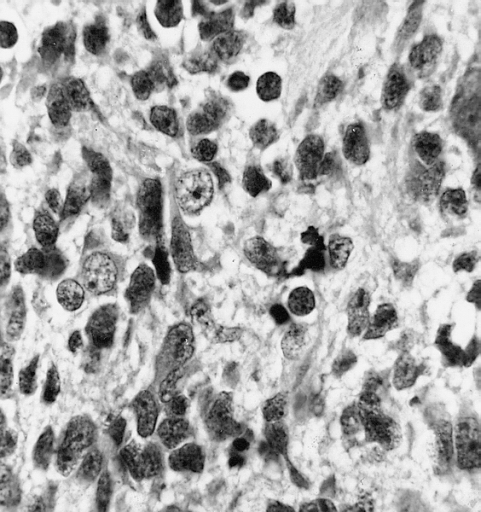
Obraz histologiczny nabłoniaka rdzeniakowego ze zróżnicowaniem neuronalnym

Nabłoniak rdzeniakowy (łac. medulloepithelioma, ang. medulloepithelioma) – nowotworowy guz mózgu pochodzenia zarodkowego. Jest guzem o wysokiej złośliwości (IV° według WHO). Występuje u dzieci, przed 5. rokiem życia, najczęściej w okresie niemowlęcym, niekiedy jako guz wrodzony.